# 西沙战事紧
「西沙战事紧」或「南海战事紧」是中华人民共和国文史界和网络舆论流传的、关于中華民國總統蔣中正在1974年1月下旬允许中国人民解放军海军东海舰队舰艇编队通过台湾海峡，驰援西沙海战的说法。中華民國國軍後來解密的資料顯示當時國軍確實有掌握到共軍艦艇通過臺灣海峽而未加干預，但尚无權威文件可证实此舉出自蔣中正授意；而部分中国大陆学者批評此说法为“美化蒋介石”的“历史谣言”。

## 簡介
有文章指这一说法最早出在1988年8月12日《党史信息报》登载的《西沙之战中的蒋介石》一文中。于1990年代开始在中华人民共和国境内的各类刊物和文学作品中频繁出现。在互联网上，此故事的情节又被近一步细化，出现“护航”、“供应淡水和食物”、“打开航标灯”等细节。
2012年在中央电视台播出的中共十八大献礼剧《五星红旗迎风飘扬2》第33集也出现过此故事，剧中蒋经国（刘欣饰）向蒋介石（马晓伟饰）询问是否拦截准备穿越台湾海峡的中共军舰时，蒋介石反问，难道你不知道现在西沙战事吃紧吗？并表示要打开所有照明灯为中共军舰送行。
更有报纸在报道中进一步宣称，为保卫西沙岛屿，蔣中正在1974年1月西沙海战爆发前，向毛泽东发出明码电报，表态：“南越侵占我西沙诸岛，如果中共不出兵，我出兵。”不過有人指出无任何记录证明，蔣中正在西沙问题上曾有过“中共不出兵我出兵”的表态。
事实上基于反共立场，中华民国政府在西沙海战问题上支持南越，因此蒋介石不可能帮助解放军打击南越。而且在1974年，蒋介石虽然担任总统，但身体状况不佳，已处于退休状态，政务都是由副总统严家淦和行政院院长蒋经国处理。但是重大政务问题，严家淦和蒋经国会向蒋介石汇报工作。
2010年代，蔡英文执政时期，推动国史馆机密档案解密。中华民国国军在金马前线日常军情汇报的归档文件亦在解密之列，其中一份《金马前线综合情况（74.1.16-1.31）》提及“3、元月23日新发现汕头匪海军‘一二一特编部队’曾一度要求提供南海气象资料。判与匪加强南海备战措施有关。其后续动作注意中。”此份文件提及的“一二一特编部队”表明，中华民国国军知晓解放军海军舰艇编队通过台湾海峡的时间（1月21日），并准确判断编队南下目的，但国军反应仅是“其后续动作注意中。”
2011年时，解放军籍学者徐焰曾撰文对这一说法提出批驳，归于“以胡编或引用不实资料的方式来吹嘘当年国民党的一些头面人物”的舆论观点之类，是“吹嘘和不实宣传”，定性为“国内外反华敌对势力组织的舆论战的一部分，其目的就是通过美化当年中国革命的对象，来否定当年革命战争和建立新中国的合理性。”

## 历史背景
1949年起，两岸分治，台海双方即处于军事对峙状态。中华民国（台湾）依靠美国帮助和优于中华人民共和国的军事实力，军事封锁台湾海峡，并掌握中国东南地区的制空权。1960年代，解放军通过台海空战取得东南地区的制空权。而在1974年前，解放军海军水面舰艇未能在台湾海峡通航。南北调动小型舰艇——鱼雷艇时，用火车运输。大型舰艇则通过台湾岛以东，绕行太平洋。1965年，八六海战和崇武以东海战后，中华民国海军亦不再对解放军海军主动出击。而在中苏交恶后，中华人民共和国军事防备重点在北方苏联，海军亦是如此。
1974年1月19日，西沙海战爆发后，解放军海军考虑南海舰队兵力不足的现状，调动东海舰队驻守于浙江舟山的护卫舰第18大队支援南海。南下编队由505昆明舰、506成都舰和508衡阳舰三艘近海小型护卫舰组成。福州军区负责实行编队通过台湾海峡的行动计划，时任军区司令员的皮定均负责指挥。上万名官兵、32艘舰艇，各类作战单位参与其中。面对中华民国军事封锁的现实，海军领航组选择了靠近福建沿岸的航线，福州军区提供岸防兵力掩护。
1月22日17时，南下编队从福建省福鼎县的沙埕港起航，经福建台山岛海域驶入台湾海峡，舰上人员进入一级战斗准备状态，实行灯火管制。此时，乌丘以东海域巡航的中华民国海军阳字号驱逐舰编队，在解放军南下编队向台湾海峡航行后，立即驶离乌丘以东海域，退至海峡中线以东。21时，南下编队通过东引岛以东海域，最近时，距离东引岛仅6海里。随后，以距14海里，驶过马祖岛。3点35分，驶过金门以东海域。顺利完成海军在台湾海峡的首航。23日早6时，编队抵达广东省潮阳企望湾。中华民国国军的侦察飞机跟踪至企望湾后返回台湾本岛。

## 各个版本
- 赵小军、马振犊、《牛城晚报》文章皆提及四艘军舰。东海舰队调动支援南海的护卫舰第18大队确有四艘护卫舰，但其编制内的507贵阳舰因中修，1月未参加编队南下，1974年年底方才通过台湾海峡南下。至此，东海舰队护卫舰第18大队方才全部归属南海舰队[2]。

### 赵小军版
人民网于2012年登载的赵小军文章，来源于党史文苑。
|  | 当台湾“国防部”急电报称“中共舰队企图穿越台湾海峡”向蒋介石请示时，蒋介石只轻轻说了一句“西沙战事紧”，台湾军方心领神会。东海舰队通过海峡时，国民党军队不仅没有开炮，还打开灯让舰队顺利通过。与此同时，台湾当局也派遣四艘军舰进入水域，以加强该地区的防御力量。此时，尽管国共两党处于严重对峙状态，但双方能够从民族大义出发，在共同维护中华民族在南海诸岛中的权利和利益斗争中，表现出了共同的认识，并分别作出了自己的努力。 |

### 马振犊版
由马振犊主编，2012年九州出版社出版的《台前幕后：1949-1989年的国共关系》一书中的第六章（惧两弹蒋介石反攻梦破灭为民族两岸仍怀一致共识）之下的小节（深藏心底的民族情绪）有详细描述。
|  | 为了迅速增强南海防卫力量，中共中央军委决定从东海舰队抽调一个护卫舰大队迅即开赴南海诸岛，以防南越再次来犯。 中南海，毛泽东的书房。邓小平拿着一份电报匆匆赶来……[邓小平报告毛泽东后]由于西沙战事吃紧，为抢时间夺取主动权，按照毛泽东主席指示“直接走”的方针，东海舰队决定性冒险穿越台湾海峡，估计台湾方面也不至于拦截。 东海舰队四艘导弹护卫舰升火扬旗，第一次直冲台湾海峡而来…… 台湾“国防部”收至驻守海峡东端东引岛军的电报：“中共海军导弹护卫舰四艘，清晨抵达东引岛一侧，企图穿越台湾海峡。请求应付方法。” 正在阳明山官邸疗养的蒋介石，近来一直在注视着西沙战事的发展，他的心情很复杂：自抗战以后这还第一次在面临外国军队入侵中国领土之时，他又被迫与共产党站在同一立场上了。面对“国防部”请示文电，蒋介石在想，“让不让共军过海峡呢？” 思忖半晌，蒋介石缓缓地把电报放在茶几上，似乎是自言自语又像是在下指示一般地说道：“西沙的战事紧哪……” 侍从站在一旁，见蒋介石再没了下文，便心领神会般地退出门去。 “国防部”根据蒋介石的指示，作了妥善部署。 当天晚上，四艘中国人民解放军军舰在高度戒备而紧张的空气中缓缓驶进台湾海峡，黑暗中国民党军舰就停泊在不远处监视着，当中国人民解放军军舰靠近时，国民党军舰毫无反应，甲板上大炮的炮衣都没褪下，双方默默地对峙着。忽然，一声鸣笛，所有台湾军舰都打开了探照灯直射大陆军舰前方海域，为他们通过照明。 昔日双方是战场上的对手，此刻为了共同的目地暂时“化干戈为玉帛”了，这历史性的一幕成为国共隔海对峙40年中罕见的情景。 历史将记录下这一场景。 |

### 羊城晚报和牛城晚报版
2010年10月间，网易转载金羊网-羊城晚报《两军镇太平》一文中，记者孙朝方未提及资料来源。由邢台日报社主办的《牛城晚报》，于2011年6月19日21版“旧文”登载（《蒋介石成就了毛泽东西沙保卫战》）一文，亦有相同内容，但仅提及此文“自《军事观察》”，未提及详细作者。
- 《两军镇太平》

|  | 1974年1月19日，南越武装侵占西沙群岛，在被解放军击败后，调动更多兵力陈兵西沙附近，中央军委急调东海舰队数艘军舰赴西沙。 由于台湾海峡长期被台军和美国第7舰队控制，以往解放军舰艇来往于东海与南海之间，都要绕道台湾以东的公海，以免引发摩擦和冲突。此次因军情紧迫，解放军军舰奉令直接从台湾海峡通过。台军在蒋介石“西沙战事紧”的指示下，不仅没有开炮，还打开探照灯方便解放军舰队在夜色中顺利通过。 洛杉矶著名政论家于摩西称，他在蒋介石的大溪官邸发现了蒋当时的手令，其中写道：“查我东海舰队，赴西沙作战，沿线我国军，开放航道，太平岛军医院随时待命，救治西沙之战伤员……” 此后，在南海数次海战中，解放军海军的南下舰队均直接通过台湾海峡。 |

- 《蒋介石成就了毛泽东西沙保卫战》

|  | 1974年1月的一天，毛泽东收到了一份蒋介石用明码从台湾发来的电报，电文称：南越侵占我西沙诸岛，如果中共不出兵，我出兵。并当即指示台湾的外交部“发表中国领土不容侵犯”的声明。 …… 西沙反击战打响后，中央军委急调东海舰队4艘军舰赴西沙支援。由于台湾海峡长期被台军和美国第七舰队控制，以往解放军舰艇来往于东海与南海之间，都要绕道台湾东南的公海，以避免引发摩擦和冲突。此次因军情紧迫，蒋介石特命，大陆军舰可直接从台湾海峡通过。 台军在蒋介石的指示下，不仅没有开炮，还打开探照灯方便解放军舰队顺利通过。洛杉矶著名政论家于摩西称，他在蒋介石的大溪官邸发现了蒋当时的手令，其中写道：“查我东海舰队，赴西沙作战，沿线我国军，开放航道，太平岛军医院随时待命，救治西沙之战伤员……”台海军还为解放军舰队一路护航，几十艘台湾补给船也开赴西沙，为前线的解放军战士运送食物和淡水……在今天看来，此细节真实与否已显得不那么重要，大陆军舰“破例”从台湾海峡顺利穿过的事实证明，那个时候，两岸在维护国家领土完整这一原则问题上，坚定不移地站在了一起。 自《军事观察》 |